# Kaapse meeszanger
De Kaapse meeszanger (Curruca subcoerulea synoniemen:Sylvia subcoerulea en Parisoma subcaeruleum) is een zangvogel uit de familie Sylviidae (grasmussen).

## Verspreiding en leefgebied
Deze soort komt voor in zuidelijk Afrika en telt vier ondersoorten:
- C. s. ansorgei: zuidelijk Angola.
- C. s. cinerascens: Namibië en Botswana.
- C. s. orpheana: Zimbabwe en noordelijk Zuid-Afrika.
- C. s. subcaerulea: zuidelijk Zuid-Afrika.

## Status
De grootte van de populatie is niet gekwantificeerd maar de soort wordt omschreven als algemeen. Op de Rode lijst van de IUCN heeft deze soort de status niet bedreigd.